# Revertuncaria spathula
Revertuncaria spathula es una especie de lepidóptero de la familia de los tortrícidos.

## Distribución
Se encuentra en Sonora, México.